# ماتیاس اولوند
ماتیاس اولوند (انگلیسی: Mattias Öhlund؛ زادهٔ ۹ سپتامبر ۱۹۷۶) بازیکن هاکی روی یخ اهل سوئد بود.
از باشگاه‌هایی که در آن بازی کرده‌است می‌توان به تمپا بی لایتنینگ و ونکوور کناکز اشاره کرد.